# 特希察 (利維夫州)
50°15′20″N 24°21′54″E / 50.25556°N 24.36500°E

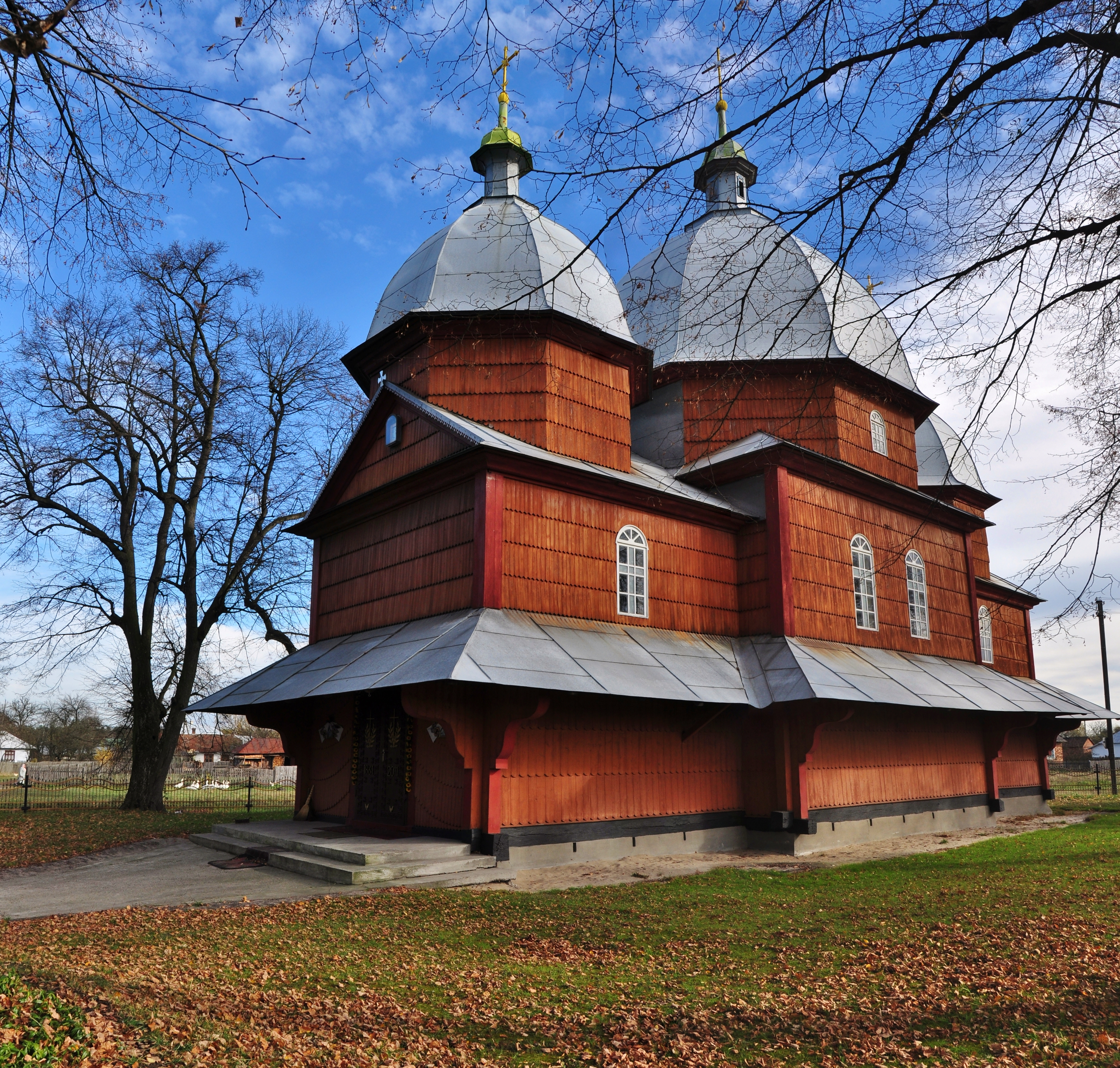
教堂

特希察（羅馬化：Tyshytsia）是烏克蘭的城鎮，位於該國西部利沃夫州，由舍普季茨基區多布羅特維爾市鎮負責管轄，始建於1685年，面積1.204平方公里，海拔高度197米，2001年人口306，人口密度每平方公里254.15人。